# رافليسيا أرنولدية
الرافليسيا الأرنولدية   (باللاتينية: Rafflesia arnoldii) نوع نباتي يتبع جنس الرافليسيا من الفصيلة الرافليسية.
الموطن الأصلي لهذا النوع جزيرة سومطرة في إندونيسيا.

## الوصف النباتي
هذا النبات يتميز بأنه ينتج أضخم زهرة في العالم حيث يصل قطر الزهرة لمتر ووزنها لـ11 كغم. وتنمو في غابات وأدغال جنوب شرق آسيا وخصوصا في إندونيسيا. وهي زهرة تنتج رائحة قوية كرائحة اللحم المتحلل لذلك يطلق عليها أحيانا اسم زهرة الجثة، تستوطن هذه النبتة الغابات المطيرة في سومطرة وبورنيو. هذه الزهرة هي واحدة من ثلاث أزهار وطنية في إندونيسيا مع الياسمين الأبيض وأوركيدة القمر. تم اعتمادها رسميا كزهرة نادرة بالقرار الرئاسي رقم 4 لعام 1993.
نباتات هذا الجنس ليس لها سوق أو أوراق أو جذور، بل النبات عبارة عن زهرة ولازالت تعتبر زهرة وعائية، كما الفطر تنمو الزهرة في شكل شرائط خيطية من نسيج منغمس في خلايا العائل وملاصقة له تماما، وهو مصدر المغذيات والماء لهذه الزهرة، لا يوجد لهذه النبتة أغصان أو أوراق ولا يوجد فيها يخضور «كلوروفيل» ويمكن مشاهدتها فقط عندما تكون جاهزة للتكاثر، ربما يكون الجزء الوحيد الذي يمكن أن يلاحظ ويعرف كنبتة هو الزهرة، رائحة الزهرة تجذب الذباب الذي يقوم بعد ذلك بتلقيح هذه النبتة النادرة، لها خمس بتلات فقط.

## التكاثر
الزهرة نادرة جدا ويصعب العثور عليها في الغابات المطيرة حيث تستوطن لأن براعمها تحتاج عدة أشهر للنمو وتختفي في أيام معدودة، الزهرة أحادية الجنس لذلك يجب أن يكون الذكر منها قريبا من الأنثى لذلك تكون عملية التلقيح نادرة الحصول.
عندما تصبح الزهرة جاهزة للتكاثر يتشكل برعم صغير على السطح الخارجي للساق أو الجذر ويتطور لمدة عام، يفتح الرأس المتشكل الذي يشبه الملفوف مكونا الزهرة، الميسم يكون متصلا بقرص مشوك داخل الزهرة، تفرز الزهرة روائح كريهة تجذب الذباب والخنافس التي تقوم بتلقيح الأزهار، يجب أن تزور الحشرات كلا الزهرتين الذكر والأنثى حتى تتم عملية التلقيح، الثمار التي تنتج تكون دائرية الشكل مليئة بمادة ناعمة تتوسطها آلاف البذور الصلبة المغلفة التي تأكل وتوزع في الانحاء بواسطة زبابيات الشجر.